# John Franklin (attore)
John Franklin, pseudonimo di John Paul Salapatek (Blue Island, 16 giugno 1959), è un attore statunitense noto per il ruolo del maligno predicatore a capo dei Figli del Grano, Isaac Chroner (Grano rosso sangue - Children of the Corn e Children of the Corn 666 - Il ritorno di Isaac), e del Cugino Itt (La famiglia Addams e La famiglia Addams 2).

## Filmografia parziale

### Cinema
- Grano rosso sangue (Children of the Corn), regia di Fritz Kiersch (1984)
- La bambola assassina (Child's Play), regia di Tom Holland (1988) – voce
- La famiglia Addams (The Addams Family), regia di Barry Sonnenfeld (1991)
- La famiglia Addams 2 (Addams Family Values), regia di Barry Sonnenfeld (1993)
- Tammy e il T-Rex (Tammy and the T-Rex), regia di Stewart Raffill (1994)
- Fantasmi da prima pagina (Tower of Terror), regia di D.J. MacHale (1997)
- Sesso & potere (Wag the Dog), regia di Barry Levinson (1997)
- Children of the Corn 666 - Il ritorno di Isaac (Children of the Corn 666: Isaac's Return), regia di Kari Skogland (1999)

### Televisione
- Autostop per il cielo (Highway to Heaven) – serie TV, un episodio (1986)
- La bella e la bestia (Beauty and the Beast) – serie TV, un episodio (1988)
- Chicago Hope – serie TV, un episodio (1996)
- Python - Spirali di paur (Python), regia di Richard Clabaugh – film TV (2000)
- Star Trek: Voyager – serie TV, un episodio (2000)
- Brooklyn Nine-Nine – serie TV, un episodio (2017)
- Fresh Off the Boat – serie TV, un episodio (2018)

## Doppiatori italiani
Nelle versioni in italiano delle opere in cui ha recitato, John Franklin è stato doppiato da:
- Stefano Onofri in Grano rosso sangue
- Mino Caprio in Children of the Corn 666 - Il ritorno di Isaac